# 香山リカ (精神科医)
香山 リカ（かやま りか、1960年7月1日 - ）は、日本の精神科医、評論家。北洋大学客員教授。元・立教大学現代心理学部映像身体学科教授。
神戸芸術工科大学大学院客員教授、甲子園大学心理学部客員教授。
臨床心理士、評論家、エッセイスト、政治活動家、ニューウェーブ雑誌『HEAVEN』編集長代理、ピースボート水先案内人。本名は中塚尚子。
北海道小樽市出身。小樽ふれあい観光大使。2022年4月からむかわ町国民健康保険穂別診療所副所長。
「香山リカ」はリカちゃん人形が由来の筆名。黒縁眼鏡がトレード・マーク。ミュージシャンの中塚圭骸は実弟である。

## 来歴・人物
1960年（昭和35年）、北海道札幌市生まれで、小樽市で育つ。東京学芸大学附属高等学校を経て、東京医科大学卒業。大学卒業後、市立小樽第二病院への勤務、神戸芸術工科大学助教授、帝塚山学院大学教授を経て、立教大学教授 を務め、2022年3月に退職。
父親は、北海道大学出身の医師であった。地元の中学校を卒業してから単身上京し、女子学生専用の賄いつき下宿から高校に通学した。1978年（昭和53年）、高校3年生のとき親に買ってもらった三軒茶屋のマンションで独り暮らしを始める。
1970年代後半に、松岡正剛率いる工作舎に出入りしていたが、やがて工作舎で知り合った山崎春美（ロックバンド「ガセネタ」「TACO」のボーカリスト）の誘いにより、高杉弾が創刊した自販機本『Jam』の後継誌『HEAVEN』のライター及び編集者となり、TACOのライブ「自殺未遂ギグ」では山崎のドクターストップ役をつとめ、山崎が失踪した後の『HEAVEN』末期は代理で編集長役を務めた。
評論家・文筆家・社会運動家でもあり、エッセイなど数多くの著書を執筆。立教大学教授としてはペンネームの香山リカ名義 を用いている。本人曰く「学生時代に雑誌に文章書いたら編集長が勝手にこの名にした」。
人材派遣会社パソナ元会長の中山隼雄を名誉会長、その息子中山晴喜を代表理事・理事長とする中山隼雄科学技術文化財団で理事を務める。
2019年12月にアフガニスタンでの人道支援活動を続けてきた中村哲が殺害されたことを契機として医師としての社会貢献活動に取り組むことを考えるようになり、2021年に北海道むかわ町が（公財）北海道地域医療振興財団を通じて、常勤医が1名となっていた穂別診療所の臨床医を募集していたのを知り、本名で応募。面談を経て2022年4月から穂別診療所の副所長に着任した。この時点で筆名の「香山リカ」での活動を廃業するつもりでいたが、面談時の診療所長からの勧めもあり、月曜から金曜はむかわ町での診療活動を行い、土日に東京で「香山リカ」としての活動を続けている。

### 趣味
- プロレスの大ファンで、ジャイアント馬場を崇拝している。香山は少女時代、馬場に抱き上げてもらったことがある。2006年（平成18年）8月には、『知るを楽しむ』（NHK教育）「私のこだわり人物伝」で、4週にわたりジャイアント馬場について語った[29]。
- 恐竜好き。むかわ町の募集に応募したきっかけの一つが、同町がカムイサウルス・ジャポニクス（むかわ竜）の発掘地であることもあったという[27]。
- 北海道日本ハムファイターズのファンでもあり、Xで度々言及する。

### 政治活動
「九条の会・医療者の会」に参加しており、「マガジン9条」発起人である。また靖国神社に代わる新たな追悼施設に関しては、戦争責任がうやむやにされるため反対と発言した。また2007年（平成19年）の参議院議員選挙の際、福島瑞穂とともに社会民主党の政見放送に出演し、過去には党議員である辻元清美が早稲田大学在学中に設立した民間国際交流団体であるピースボートに水先案内人として乗船する。
2011年3月の原発事故の当初は、「ネットで原発にのめり込むのは引きこもりやニートが多く見える」と主張していた。2012年7月の反原発集会では、原発維持派や原発推進派を「心の病気」と批判している。
日本革命的共産主義者同盟の機関紙によれば、『朝日新聞』の慰安婦や原発報道の誤報によって朝日批判の世論が起こったことにつき、香山は「社会の病」と呼び、「日本社会を救うため、発言を続けなければならない」と述べている。
2011年大阪市長選挙では、山口二郎らと平松邦夫体制の維持を訴え、自治体改革や教育行政に「政治主導」を打ち出す橋下徹の姿勢をファシズムをもじったハシズムという造語で非難した。
その後は、2015年7月24日に「安倍政権NO！ ☆ 0724 首相官邸包囲 －民主主義を取り戻せ！戦争させるな！－」でスピーチを行ったり、安倍政権NO! 実行委員会に寄稿する などの活動をしている。
2016年1月、銀座で行われた「慰安婦問題 日韓合意を糾弾する国民大行進」に対して抗議の姿勢を示した。また、植村裁判を支える市民の会共同代表に就任し、その活動を支えている。

### 精神科医としての社会批評活動
- ワールドカップやWBCなどのスポーツの国際大会や北朝鮮による日本人拉致問題などを例に採り上げて、日本代表を応援する行為などに見られる（著書では若者の）「『日本人』意識の高揚」を不健全で偏狭な「ぷちナショナリズム」症候群と名付け批判している[37][38][39]。
- 『朝日新聞』が自社の調査により従軍慰安婦問題や「吉田調書」の報道が誤報・虚報だったことが判明した際に、同社へ批判が高まると「橋下徹から始まったヘイトスピーチがエスカレートし、『朝日新聞的』な存在すべてに対するバッシングとなった。これは病的な社会の表れだ」と語り、「外に敵を見つけて叩く。この対象はこれまでは北朝鮮―韓国―中国だった。ところがそれでは済まず国内に敵を見つけ、罵るようになった」と批判し、「朝日ジャーナリズム の崩壊は、社会に致命的な打撃を与え、取り返しのつかないことになる。そうならな いために、私も発言を続けたい」と述べた[40]。
- J-CASTニュースによると、沖縄に派遣された機動隊員に対して罵声が浴びせられている状況に関してX利用者から質問されたが、香山が罵声で惨事ストレスは発生せず影響はないと答えたことが注目を浴び批判されたとしている[41]。
- 『東京新聞』の「香山リカ ふわっとライフ」において、いわゆる萌え系のご当地キャラを採り挙げ、ごく少数でも「幼い女の子を見て、色っぽいなと感じてもいいのだ」「どんなふうに見ても笑顔で受け入れてくれる、それが少女なんだ」と勘違いしてしまう人がいるのではないかとの見解を表明。少女が性犯罪の被害に遭った事件が報道される度に、「この加害者は、萌えキャラを見ているうちに、少女を性の対象だと考えるようになったのではないか」と思うのだという[42]。
- ヘイトスピーチを「反韓デモにおける在日韓国・朝鮮人への差別表現」に限って言えば、参加者らは陰謀論の犠牲者であり、心の「ケアの視点」が必要だが、彼らにその必要性を理解してもらう術がわからないとしている[43]。

## 社会的活動など
- 放送倫理・番組向上機構（BPO）放送倫理検証委員会委員（2010年 - 2016年）[44]
- GREEの利用環境向上委員会メンバー[45]
- 公益財団法人中山隼雄科学技術文化財団理事

## 思想

### 原子力発電（2011年7月1日）
2011年7月1日、ダイヤモンド社書籍オンラインにおいて連載しているコラム「香山リカの『こころの復興』で大切なこと」で「ネットで原発にのめり込むのは引きこもりやニートが多く見える」「（反原発派は）病名をつけなければならないとしたら適応障害」「ファンタジーへの逃避で平穏を保ってきた彼らがいま原発問題にこころの平穏を見出している」などとした。強い批判を受け、誤解を与える結果となってしまったことについて謝罪した。
しかし、2012年7月、香山は代々木公園での反原発集会で「原発維持や推進をしようとする人たちは、私、精神科医からみると、心の病気に罹っている人たちに思えます」と再び発言。ジャーナリストの江川紹子は、香山が精神科医である以上、病気を比喩に使うことには慎重であるべきと指摘するとともに、許し難いものを感じると批判した。

### 右派団体のデモ（2016年1月10日）
2016年1月10日に元在日特権を許さない市民の会会長の桜井誠主催で行われた「慰安婦問題での日韓合意を糾弾する国民大行進」と題したデモに対し、香山が「死ね」「糞喰らえ」を意味する中指を立てるジェスチャーをしながら「バカヤロー！」「豚ヤロー死ね！」などと奇声を上げている様子を映した動画がネットで拡散された。
小林よしのりは、香山の様子はもはや鬼女であるとし、「わしは一見して、ぞっとしたのだが、『やっぱりか』という妙な納得もある。精神科医が精神のバランスが取れているとは限らない。精神を病んだ精神科医だって、存在するのだ」として、左右問わずSEALDsも含めた「運動団体」の狂気についての分析をしてみる必要があると述べた。
一時期コメンテイターとして引っ張りだこだった香山のテレビへの露出が激減したのは、この動画がネット上に拡散したことが少なからず影響していると指摘されている。

### 勝間和代
2009年に出版した「しがみつかない生き方」では、普通の幸せを手に入れるためには『勝間和代を目指さない』など、勝間和代に触れた内容であったが、承諾を得ていなかったため勝間より批判された。香山は「私も勝間さんの言うように、『売る努力』をしないといけないと思ったんで。それを便乗商法とするなら、それはいいんじゃないですか」「勝間さん、BIGだったし、こんな小物（私）の言うことなんか気にしないでほしい」などの反論を行っている。勝間は香山が勝間和代を論じることについて「イラつくというよりは、面倒くさい」としている。
この問題を受け、勝間が反論のために出版したことについては、「それも便乗ではないか」と反対に指摘をした。

### 中国
香山は、2019年3月に発売された雑誌『実話BUNKA超タブー』vol.43の「吉田豪の人間コク宝インタビュー」記事で、「あと中国語を習ってて。それも、もし日本が中国に乗っ取られても、私は中国の味方ですって言って生き延びるために(笑)。」「だって、医学とか見てても中国ってすごい伸びてるし。去年、向こうの首相が北海道に来たとき、『北海道を乗っ取ろうとしてる』とかみんな言ってて。もしそうなったときは『私はずっと中国の味方でした』とか、『中国語も話せます』とか言って(笑)」と発言し、インタビュアーの吉田豪にたしなめられていた。
。

### 虎ノ門ニュース!8時入り（2015年4月24日）
2015年4月24日、DHCシアター制作『虎ノ門ニュース!8時入り』（現・DHCテレビジョン制作『真相深入り!虎ノ門ニュース』）の放送中に青山繁晴の支持者を「信者」と表現。共演者の須田慎一郎が「宗教だから」と返し、司会者のサンキュータツオは「（ファンには）ネトウヨもついている」と述べたほか、番組を公開放送している局のサテライトスタジオまで観覧しにくる熱心な視聴者に対しても「仕事しろよ」と揶揄した。これを受けて4月30日の放送では、冒頭、プロデューサーの山田晃が経緯説明と謝罪を行い、香山の釈明文と共演者の謝罪文を読み上げた。しかし、J-CASTニュースの記事によると、同日に香山はツイッターで、番組とスポンサーであるDHCへの不満をあらわにしたことや青山と視聴者を再度中傷したが、ほどなくして削除したという。
5月1日放送分の番組冒頭において、再度の検証と謝罪が山田と香山を含む共演者全員で行われた際、山田より上記ツイートについて説明を求められた香山は「これは私が書いたものではない」と明言し、アカウント乗っ取りの可能性も示唆した。山田は「番組関係者しか知りえない情報がある」「香山さんがお書きになられたものでなければ、誰か内部の者の仕業と断定せざるをえない」「香山さんがお書きになられたものではない、ということですので、名誉回復もしなければいけない」「また池田信夫氏にも誹謗中傷が繰り返されており、放置できない事態である」とし、この件について引き続き調査報告を行うとした。香山は番組終了後、「楽しくツイッターを利用してきましたが、アカウント乗っ取りなどに対応できなくなり、いったんこのアカウントを閉じさせていただき、再スタートを検討します」とツイッターの休止を発表した。
5月8日放送分の番組冒頭にて、山田が説明した内容によると、前回の放送後に香山を含む番組関係者全員と話し合いを行った際、「アカウントの乗っ取りなら、警察に届けるべきでは？」と提案したところ、香山は「問題の内容は、ファンに向けて書いたダイレクトメールの下書きだった。その下書きがいつの間にかツイートされてしまった」「乗っ取りではなく、ツイッターアプリの誤作動かもしれない。過去にも同じ誤作動が起きた」と説明を一転させた。これを受け、原因を究明した上で該当機関に問い合わせ、報告を行うことを全員で約束したが、香山はその後、文書にて、約束した調査報告については触れることもなく番組スタッフへの不満と番組降板を申し入れ、番組側はこれを了承したと報告を行った。山田は文書の内容には確認された事実と異なるものがあるとして、引き続き香山への反論を含むやり取りを行っていくとした。】

## 事件

### 無断転載（2007年2月8日）
2007年2月8日にKKベストセラーズから出版した『知らずに他人を傷つける人たち ― モラル・ハラスメントという「大人のいじめ」』の一部文章がウェブサイト『職場のモラル・ハラスメント対策室』からの無断転載であったことが判明し、3刷以降は当該部分に出典が追加された。

### 講演会（2018年11月24日）
2018年11月24日に、京都府南丹市で市主催の香山の講演会が開催される予定だったが、同市は突如中止を決めた。市役所に男性が押し掛けて妨害を示唆したり、同趣旨の電話が多数寄せられたりしたことを理由としている。香山は「妨害に屈して引き下がったのは残念」として、市の対応を批判している。

### 愛知知事リコール妨害容疑による刑事告発（2020年8月31日）
2020年8月31日、愛知県の大村秀章知事のリコールを求めた署名運動を巡り、「署名者の個人情報は県広報で公開される」などと虚偽の情報をツイッターに載せて運動を妨害したとしてリコール団体の代表を務めた高須克弥に、ジャーナリストの津田大介、映画評論家の町山智浩らと共に刑事告発された。その後、2021年9月8日に愛知県警に地方自治法違反（署名運動妨害）の疑いで上記二人と共に書類送付（書類送検）された。ただし、愛知県警は名古屋地検に起訴を求めない意見を付けたとみられている。2022年3月17日に名古屋地検は香山ら３人を嫌疑不十分で不起訴とした。

## 訴訟
2016年10月27日にインターネットで配信された番組が香山の名誉を棄損しているとして、2017年3月13日にチャンネル桜と同社コンテンツ「沖縄の声」の栗秋琢磨、平原伸泰、鉢嶺元治に対して計500万円の損害賠償を求めて東京地裁に提訴した。香山は、番組の制作過程を明らかにして内容の根拠を確認したいと述べている。代理人は小倉秀夫弁護士。チャンネル桜側は「受けて立ちます」とコメントしたとされる
。
2019年10月10日、東京地裁は番組中の発言を名誉毀損と認定し、チャンネル桜と番組出演者1名に計100万円の支払いを命じた。

## 批評対象を精神科医の名で「病気」扱いする香山に対する批判
- スポーツ国際試合において日本チームを応援するような「『日本人』意識の高揚」を不健全で偏狭な「ぷちナショナリズム」症候群としている[68] ことにつき、「精神医学を一般的な信条の問題などに当てはめる手法」として後藤和智が批判している[39]。
- 香山は橋下徹の問題点を指摘する本[69] において、橋下の行動原理を「ある種の危機や不安を抱いている病理のひとつの証拠」と分析した。橋下は「一度も接触せずに病名がわかるなんて。サイババか！」としたが、香山は橋下への主張について「社会的影響力を持った人物本人やその人を受け入れる民衆について分析する手法が、精神医学の一分野として伝統的に存在します」とし、現象分析としての「診断」を説明した[70]。
- 漫画家の小林よしのりのアシスタントである時浦兼は、香山の性格については「すぐばれるクソガキみたいな嘘を平気でつく」と主張している[71]。

## 著作

### 単著

#### 1990年 - 1995年
- 『リカちゃんコンプレックス』太田出版、1991年7月。
  - 『リカちゃんコンプレックス』〈ハヤカワ文庫 NF〉、早川書房、1994年9月。ISBN 4-15-050184-X。
- 『リカちゃんのサイコのお部屋』扶桑社、1991年11月。
  - 『リカちゃんのサイコのお部屋』〈ちくま文庫 か-22-1〉、筑摩書房、1994年12月5日。ISBN 4-480-02915-X。
- 『ココロのクスリ：リカちゃんのサイコのお部屋2』扶桑社、1992年11月。
  - 『ココロのクスリ：リカちゃんのサイコのお部屋2』ちくま文庫 か-22-2、1996年12月5日。ISBN 4-480-02941-9。
- 『おかしくってもダイジョーブ！！』〈ハヤカワ文庫 NF〉、早川書房、1994年1月。ISBN 4-15-050174-2。
- 『自転車旅行主義：真夜中の精神医学』青土社、1994年2月。
  - 『自転車旅行主義：真夜中の精神医学』ちくま文庫 か-22-3、1998年2月24日。ISBN 4-480-03367-X。
- 『乱読パラダイス』筑摩書房、1995年5月22日。ISBN 4-480-81373-X。

#### 1996年 - 2000年
- 『テレビゲームと癒し』〈今ここに生きる子ども〉、岩波書店、1996年10月7日。ISBN 4-00-026051-0。
- 『香山リカのゲーム気分で診てみれば』アスキー (発行) アスペクト (発売)、1996年11月。ISBN 4-89366-598-7。
- 『テクノスタルジア：死とメディアの精神医学』青土社、1996年11月。ISBN 4-7917-5502-2。
- 『サイコな愛に気をつけて：深層心理の恋愛学』青春出版社、1997年1月。
  - 『サイコな愛に気をつけて：深層心理の恋愛学』〈河出文庫〉、河出書房新社、2000年6月6日。ISBN 4-309-40609-2。
- 『あなたのココロはダイジョーブ！！』〈ハヤカワ文庫 NF〉、早川書房、1997年4月。ISBN 4-15-050209-9。
- 『眠れぬ森の美女たち』河出書房新社、1997年7月10日。
  - 『眠れぬ森の美女たち』河出文庫、2000年5月5日。ISBN 4-309-40608-4。
- 『ココロに向かって耳をすまそう』〈ハヤカワ文庫 NF〉、早川書房、1999年3月。ISBN 4-15-050228-5。
- 『もう「いい人」にならなくていい！ ラクな心で生きるための七章』海竜社、1999年4月。ISBN 4-7593-0586-6。
- 『インターネット・マザー』マガジンハウス、1999年5月。
  - 『インターネット・マザー』河出文庫、2002年6月7日。ISBN 4-309-40654-8。
- 『〈じぶん〉を愛するということ：私探しと自己愛』〈講談社現代新書 1456〉、講談社、1999年6月18日。ISBN 4-06-149456-2。
- 『ウエディング・マニア：ダイアナなあなたの心の落とし穴』筑摩書房、1999年11月。ISBN 4-480-84251-9。
  - 改題[72]『結婚幻想：迷いを消す10の処方箋』ちくま文庫 か-22-4、2003年6月10日。ISBN 4-480-03859-0。
- 『「こころの時代」解体新書』創出版、2000年5月9日。ISBN 4-924718-37-8。
- 『I miss me. (アイ ミス ミー)：新しい自分を見つける42章』青春出版社、2000年9月25日。ISBN 4-413-07078-X。
  - 再編集・加筆改題[73]『どうして「理想の自分」になれないのか』〈だいわ文庫 164-2D〉、大和書房、2011年5月10日。ISBN 978-4-479-30335-0。
- 『香山リカの生きる力をつける処方箋：「そのままの私」で生きていけばいい』海竜社、2000年11月。ISBN 4-7593-0640-4。

#### 2001年 - 2005年
- 『本当にやりたいこと！を見つける33の方法』青春出版社、2001年4月10日。ISBN 4-413-07081-X。
- 『多重化するリアル：心と社会の解離論』〈廣済堂ライブラリー 11〉、廣済堂出版、2002年1月。
  - 増訂版[74]、『多重化するリアル』ちくま文庫 か-22-5、2006年11月8日。ISBN 4-480-42286-2。
- 『えんじぇる』イースト・プレス、2002年1月。ISBN 4-87257-280-7。
- 『世界がどんなになろうとも役立つ心のキーワード』晶文社、2002年2月。ISBN 4-7949-6519-2。
- 『「好き。」の精神分析：どうして彼女は恋で苦しむのか』大和書房、2002年3月1日。ISBN 4-479-78092-0。
- 『死の臨床格闘学』青土社、2002年3月。ISBN 4-7917-5946-X。
- 『若者の法則』〈岩波新書 新赤版 781〉、岩波書店、2002年4月19日。ISBN 4-00-430781-3。
- 『心の深呼吸ができる本』海竜社、2002年7月。ISBN 4-7593-0720-6。
- 『いつかまた会える：顕信 - 人生を駆け抜けた詩人』中央公論新社、2002年7月。ISBN 4-12-003288-4。
- 『ぷちナショナリズム症候群：若者たちのニッポン主義』〈中公新書ラクレ〉、中央公論新社、2002年9月10日。ISBN 4-12-150062-8。
- 『切ない…。：本の中のカウンセリング・ルーム』青春出版社、2002年11月10日。ISBN 4-413-07082-8。
  - 加筆・改題・再編集[75]『小さな悩みを消すレッスン：本の中のカウンセリングルーム』だいわ文庫 164-3D、2012年4月10日。ISBN 978-4-479-30381-7。
- 『サヨナラ、あきらめられない症候群』大和書房、2003年6月1日。ISBN 4-479-78111-0。
- 『「こころの時代」解体新書・2』創出版、2003年7月28日。ISBN 4-924718-53-X。
- 『「心とおなか」の相談室』〈生活人新書 087〉、日本放送出版協会、2003年11月8日。ISBN 4-14-088087-2。
- 『就職がこわい』講談社、2004年2月24日。
  - 増訂版[76]、『就職がこわい』〈講談社+α文庫〉、講談社、2008年2月。ISBN 978-4-06-281178-1。
- 『〈私〉の愛国心』〈ちくま新書 485〉、筑摩書房、2004年8月5日。ISBN 4-480-06185-1。
- 『恋愛不安：「大人になりきれない心」が欲しがるもの』〈こころライブラリー ＝ Kokoro library スペシャル〉、講談社、2004年10月1日。ISBN 4-06-259467-6。
- 『生きづらい〈私〉たち：心に穴があいている』講談社現代新書 1740、2004年10月18日。ISBN 4-06-149740-5。
- 『結婚がこわい』講談社、2005年3月24日。ISBN 4-06-212668-0。
- 『Nana恋愛勝利学』〈勝利学シリーズ〉、集英社インターナショナル (発行) 集英社 (発売)、2005年5月26日。
  - 増訂版[77]、『Nana恋愛勝利学』〈集英社文庫〉、集英社、2006年11月17日。ISBN 4-08-746102-5。
- 『10代のうちに考えておくこと』〈岩波ジュニア新書 505〉、岩波書店、2005年5月20日。ISBN 4-00-500505-5。
- 『〈雅子さま〉はあなたと一緒に泣いている』筑摩書房、2005年7月7日。
  - 『〈雅子さま〉はあなたと一緒に泣いている』ちくま文庫 か22-6、2009年5月11日。ISBN 978-4-480-42606-2。 - 「文庫版長いあとがき」あり。
- 『いまどきの「常識」』岩波新書 新赤版 969、2005年9月21日。ISBN 4-00-430969-7。
- 『〈いい子〉じゃなきゃいけないの？』〈ちくまプリマー新書 20〉、筑摩書房、2005年9月5日。ISBN 4-480-68720-3。
- 『働く女の胸のウチ』大和書房、2005年9月1日。
  - 増補版[78]、『働く女の胸のウチ』だいわ文庫 164-1G、2010年4月10日。ISBN 978-4-479-30282-7。
- . PHP新書 380. PHP研究所. (2005-12-15). ISBN 4-569-64684-0

#### 2006年 - 2010年
- 『テレビの罠：コイズミ現象を読みとく』ちくま新書 588、2006年3月6日。ISBN 4-480-06296-3。
- 『老後がこわい』講談社現代新書 1852、2006年7月18日。ISBN 4-06-149852-5。
- 香山リカ：語り手『ジャイアント馬場：巨人伝説』〈NHK 知るを楽しむ：私のこだわり人物伝 2006年8・9月〉、NHK出版、2006年7月25日。ISBN 978-4-14-189152-9。
- 『14歳の心理学』〈中経の文庫〉、中経出版、2006年9月。ISBN 4-8061-2503-2。
- 『40歳からの心理学』海竜社、2006年11月。
  - 『40歳からの心理学』〈中経の文庫〉、KADOKAWA、2015年6月。ISBN 978-4-04-601295-1。
- 『スピリチュアルにハマる人、ハマらない人』〈幻冬舎新書〉、幻冬舎、2006年11月27日。ISBN 4-344-98003-4。
- 『仕事中だけ《うつ病》になる人たち：30代うつ、甘えと自己愛の心理分析』〈こころライブラリー〉、講談社、2007年1月15日。ISBN 978-4-06-259484-4。
  - 改題・加筆修正[79]『なぜあの人は、仕事中だけ「うつ」になるのか』〈PHP文庫 か67-1〉、PHP研究所、2011年6月1日。ISBN 978-4-569-67654-8。
- 『知らずに他人を傷つける人たち：モラル・ハラスメントという「大人のいじめ」』〈ベスト新書〉、ベストセラーズ、2007年2月8日。ISBN 978-4-584-12135-1。
  - ベストセラーズ〈ワニ文庫〉、2014年9月。ISBN　978-4-584-39353-6
- 『頭がよくなる立体思考法：RIFの法則』ミシマ社 (発行) WAVE出版 (発売)、2007年2月。ISBN 978-4-87290-291-4。
- 『私たちが政治家を"好き"と思うとき』〈Academia juris booklet no.23〉、北海道大学大学院法学研究科附属高等法政教育研究センター編、2007年3月28日。ISBN 978-4-902066-22-7。 - 会期・会場：2006年10月20日、北海道大学人文・社会科学総合教育研究棟203室。
- 『「悩み」の正体』岩波新書 新赤版 1068、2007年3月20日。ISBN 978-4-00-431068-6。
- 『なぜ日本人は劣化したか』講談社現代新書 1889、2007年4月18日。ISBN 978-4-06-149889-1。
- 『おとなの男の心理学』ベスト新書、2007年12月7日。ISBN 978-4-584-12166-5。
- 『キレる大人はなぜ増えた』〈朝日新書〉、朝日新聞社、2008年1月11日。ISBN 978-4-02-273190-6。
- 『イヌネコにしか心を開けない人たち』幻冬舎新書、2008年1月28日。ISBN 978-4-344-98069-3。
- 『精神科医ですがわりと人間が苦手です』大和書房、2008年3月18日。ISBN 978-4-479-78180-6。
- 『セックスがこわい：精神科で語られる愛と性の話』筑摩書房、2008年3月25日。ISBN 978-4-480-84284-8。
- 『ポケットは80年代がいっぱい』バジリコ、2008年3月。ISBN 978-4-86238-082-1。
- 『うつ病が日本を滅ぼす！？』創出版、2008年5月20日。ISBN 978-4-924718-86-9。
- 『おとなの学習 自己チュー宣言！：特に語学に効く心理学』アルク、2008年5月30日。ISBN 978-4-7574-1439-6。
- 『弱い自分を好きになる本』朝日新聞出版、2008年6月20日。
  - 『弱い自分を好きになる本』朝日文庫 か40-2、2011年6月7日。ISBN 978-4-02-261695-1。
- 『「私はうつ」と言いたがる人たち』PHP新書 534、2008年7月15日。ISBN 978-4-569-69953-0。
- 『親子という病』講談社現代新書 1962、2008年9月18日。ISBN 978-4-06-287962-0。
- 『言葉のチカラ：コミュニケーションレッスン』集英社、2008年10月。
  - 加筆・改題[80]『言葉のチカラ』集英社文庫 か46-2、2011年11月18日。ISBN 978-4-08-746768-0。
- 『私は若者が嫌いだ！』ベスト新書 207、2008年12月8日。ISBN 978-4-584-12207-5。
- 『文章は写経のように書くのがいい』ミシマ社、2009年3月6日。ISBN 978-4-903908-12-0。
- 『雅子さまと「新型うつ」』朝日新書 166、2009年3月13日。ISBN 978-4-02-273266-8。
- 『精神科医ミツルの妄想気分』講談社、2009年4月27日。ISBN 978-4-06-215406-2。
- 『女はみんな「うつ」になる』〈シリーズ cura〉、中央法規出版、2009年4月25日。ISBN 978-4-8058-3013-0。
- 『大事なことは先のばしにしなさい：迷ってばかりのあなたがうまくいく32の法則』ビジネス社、2009年7月17日。ISBN 978-4-8284-1518-5。
- 『しがみつかない生き方：「ふつうの幸せ」を手に入れる10のルール』幻冬舎新書 132、2009年7月28日。ISBN 978-4-344-98132-4。
- 『悪いのは私じゃない症候群』ベスト新書 239、2009年8月7日。ISBN 978-4-584-12239-6。
- 『香山リカ「ニッポン 母の肖像」/  青木人志「裁判員制度への通」』〈NHK知る楽：歴史は眠らない 2009年12月・2010年1月〉、NHK出版、2009年11月25日。ISBN 978-4-14-189533-6。
  - 『齋藤孝「日本人の健康」/ 香山リカ「ニッポン 母の肖像」』〈知楽遊学シリーズ：歴史は眠らない 2010年10・11月〉、NHK出版、2010年9月25日。ISBN 978-4-14-189553-4。
- 『香山リカ的学力論：子どもにつけたい3つの力』〈Forum books〉、フォーラム・A、2009年12月。ISBN 978-4-89428-588-0。
- 『うつで困ったときに開く本』朝日新書 209、2009年12月11日。ISBN 978-4-02-273309-2。
- 『上手に傷つくためのレッスン』〈Base camp〉、メディアファクトリー、2010年2月19日。ISBN 978-4-8401-3225-1。　
  - 改題・加筆[81]『傷ついたまま生きてみる』PHP文庫 か67-2、2014年6月2日。ISBN 978-4-569-76190-9。
- 『くらべない幸せ：「誰か」に振り回されない生き方』大和書房、2010年2月。ISBN 978-4-479-78202-5。
- 『母親はなぜ生きづらいか』講談社現代新書 2044、2010年3月17日。ISBN 978-4-06-288044-2。
- 『しがみつかない死に方：孤独死時代を豊かに生きるヒント』〈角川oneテーマ21 A-113〉、角川書店 (発行) 角川グループパブリッシング (発売)、2010年4月9日。ISBN 978-4-04-710236-1。
- 『香山リカのメンタルヘルス：ウェブ連動式管理職検定』にんげん出版、2010年4月。ISBN 978-4-931344-27-3。 - 企画・制作者：人材育成技術研究所「香科舎」。
- 『人生の法則：知るだけでココロがラクになる10章』ベスト新書 278、2010年5月7日。ISBN 978-4-584-12278-5。
- 『「今のあなた」で大丈夫！：自分に無理をさせない生き方』〈Wide shinsho 103〉、新講社、2010年8月1日。ISBN 978-4-86081-340-6。
- 『本を読むってけっこういいかも』七つ森書館、2010年10月。ISBN 978-4-8228-1021-4。
- 『こうすれば友だちと仲良くできる』〈こどもスーパー新書〉、小学館クリエイティブ (発行) 小学館 (発売)、2010年12月9日。
  - 改題新版[82]『友だちのひみつ』小学館クリエイティブ (発行) 小学館 (発売)〈小学生のコツ：明日がちょっと楽しみになるコツ〉、2021年6月。ISBN　978-4-7780-3566-2
- 『「気だてのいいひと」宣言！』東京書籍、2010年12月。ISBN 978-4-487-80487-0。

#### 2011年 - 2015年
- 『「むくわれない生き方」を変える本』朝日新聞出版、2011年3月18日。ISBN 978-4-02-250825-6。
- 『「だましだまし生きる」のも悪くない』〈光文社新書 503〉、（鈴木利宗：取材・構成）、光文社、2011年2月17日。ISBN 978-4-334-03606-5。
- 『生きてるだけでいいんです。』毎日新聞社、2011年3月。ISBN 978-4-620-32047-2。
- 『世の中の意見が〈私〉と違うとき読む本：自分らしく考える』幻冬舎新書 203、2011年3月。ISBN 978-4-344-98204-8。
- 『私はのんびり生きてきた。：最適化社会が不幸を生む』扶桑社、2011年4月。ISBN 978-4-594-06398-6。
- 『〈不安な時代〉の精神病理』講談社現代新書 2101、2011年4月14日。ISBN 978-4-06-288101-2。
- 『「こころのSOS」をもっと発信しよう』〈Wide shinsho 134〉、新講社、2011年6月1日。ISBN 978-4-86081-384-0。
- 『3・11後の心を立て直す』ベスト新書 333、2011年7月8日。ISBN 978-4-584-12333-1。
- 『がんばらなくていい生き方』海竜社、2011年8月。ISBN 978-4-7593-1177-8。
- 『そこからすべては始まるのだから：大震災を経て、いま』メディアファクトリー、2011年10月7日。ISBN 978-4-8401-4252-6。
- 『気にしない技術』PHP新書 763、2011年10月14日。ISBN 978-4-569-79807-3。
- 『「看取り」の作法』〈祥伝社新書 258〉、祥伝社、2011年11月。ISBN 978-4-396-11258-5。
- 『しなやかに生きるって、どんなこと？：〈からだ〉と〈こころ〉に向き合う12のレッスン』幻冬舎、2012年4月10日。ISBN 978-4-344-02161-7。
- 『「だまし」に負けない心理学』〈生きる技術！叢書〉、技術評論社、2012年5月。ISBN 978-4-7741-5066-6。
- 『悲しむのは、悪いことじゃない』筑摩書房、2012年5月10日。ISBN 978-4-480-84299-2。
- 『職場で他人を傷つける人たち』ベスト新書 382、2012年6月8日。ISBN 978-4-584-12382-9。
- 『ほどほどの恋』東京書籍、2012年8月1日。ISBN 978-4-487-80645-4。
- 『「ダメな私」にマルをする』中央法規出版、2012年9月10日。ISBN 978-4-8058-3716-0。
- 『「独裁」入門』〈集英社新書 0662〉、集英社、2012年10月17日。ISBN 978-4-08-720662-3。
- 『絆ストレス：「つながりたい」という病』〈青春新書INTELLIGENCE PI-376〉、青春出版社、2012年10月15日。ISBN 978-4-413-04376-2。
- 『若者のホンネ：平成生まれは何を考えているのか』朝日新書 378、2012年12月13日。ISBN 978-4-02-273478-5。
- 『できることを少しずつ：香山リカの目』毎日新聞社、2013年3月。ISBN 978-4-620-32148-6。
- 『女は男のどこを見抜くべきか』集英社、2013年3月26日。ISBN 978-4-08-781511-5。
  - 改題・再編集[83]『女は男をどう見抜くのか』集英社文庫 か46-3、2015年3月。ISBN 978-4-08-745297-6
- 『ひとりで暮らす求めない生き方』講談社、2013年5月8日。ISBN 978-4-06-218264-5。
- 『ココロの美容液』文藝春秋、2013年5月14日。ISBN 978-4-16-376350-7。
- 『新型出生前診断と「命の選択」』祥伝社新書 324、2013年6月28日。ISBN 978-4-396-11324-7。
- 『幸福の胸のウチ』東京書籍、2013年8月30日。ISBN 978-4-487-80819-9。
- 『悲しいときは、思いっきり泣けばいい』七つ森書館、2014年3月。ISBN 978-4-8228-1499-1。
- 『弱者はもう救われないのか』幻冬舎新書、2014年5月30日。ISBN 978-4-344-98345-8。
- 『ソーシャルメディアの何が気持ち悪いのか』朝日新書 464、2014年6月13日。ISBN 978-4-02-273564-5。
- 『比べずにはいられない症候群』すばる舎、2014年6月28日。ISBN 978-4-7991-0344-9。
- 『劣化する日本人：自分のことしか考えられない人たち』ベスト新書 443、2014年7月8日。ISBN 978-4-584-12443-7。
- 『リベラルじゃダメですか？』祥伝社新書 375、2014年7月31日。ISBN 978-4-396-11375-9。
- 『怒り始めた娘たち：「母娘ストレス」の処方箋』新潮社、2014年8月。
  - 改題[84]『さよなら、母娘ストレス』新潮文庫、2017年2月。ISBN 978-4-10-120671-4
- 『堕ちられない「私」：精神科医のノートから』文藝春秋〈文春新書 999〉、2014年11月。ISBN 978-4-16-660999-4
- 『50代になって気づいた人生で大切なこと』海竜社、2015年1月。ISBN 978-4-7593-1411-3
- 『テロリストの心理戦術』ベスト新書 476、2015年5月。ISBN 978-4-584-12476-5
- 『振り回されない生き方：自分で決められないあなたへ』2015年5月、KADOKAWA。ISBN 978-4-04-601088-9
- 『執着：生きづらさの正体』集英社クリエイティブ、2015年9月。ISBN 978-4-420-31072-7
- 『うつになる職場ならない職場：香山リカのメンタルヘルス』にんげん出版〈モナド新書〉、2015年11月。ISBN 978-4-931344-40-2
- 『マインドフルネス最前線：瞑想する哲学者、仏教僧、宗教人類学者、医師を訪ねて探る、マインドフルネスとは何か？』サンガ〈サンガ新書〉、2015年11月。ISBN 978-4-86564-022-9
- 『がちナショナリズム：「愛国者」たちの不安の正体』ちくま新書 1159、2015年12月。ISBN 978-4-480-06849-1
- 『半知性主義でいこう：戦争ができる国の新しい生き方』朝日新書 546、2015年12月。ISBN 978-4-02-273646-8

#### 2016年 - 2020年
- 『リベラルですが、何か？』イースト・プレス〈イースト新書 64〉、2016年2月。ISBN 978-4-7816-5064-7
- 『50オトコはなぜ劣化したのか』小学館〈小学館新書 273〉、2016年6月。ISBN 978-4-09-825273-2
- 『ノンママという生き方：子のない女はダメですか？』幻冬舎、2016年7月。ISBN 978-4-344-02965-1
- 『人生が劇的に変わるスロー思考入門』ビジネス社、2017年4月。ISBN 978-4-8284-1944-2
- 『保健室と社会をつなぐ：本当の育ちと学びの場』（『保健室』編集部編）本の泉社、2017年8月。ISBN 978-4-7807-1642-9
- 『「いじめ」や「差別」をなくすためにできること』ちくまプリマー新書 283、2017年8月。ISBN 978-4-480-68988-7
- 『「わかってもらいたい」という病』廣済堂出版〈廣済堂新書 79〉、2018年2月。ISBN 978-4-331-52141-0
- 『迷える社会と迷えるわたし：精神科医が考える平和、人権、キリスト教』キリスト新聞社、2018年5月。ISBN 978-4-87395-745-6
- 『「発達障害」と言いたがる人たち』SBクリエイティブ〈SB新書〉、2018年6月。ISBN 978-4-7973-9341-5
- 『女性の「定年後」：何をして、何をしないか』大和書房、2018年7月。ISBN 978-4-479-78427-2
- 『大丈夫。人間だからいろいろあって』新日本出版社、2018年11月。ISBN 978-4-406-06288-6
- 『皇室女子：“鏡”としてのロイヤル・ファミリー』秀和システム、2019年2月。ISBN 978-4-7980-5634-0
- 『ヘイト・悪趣味・サブカルチャー：根本敬論』太田出版、2019年3月。ISBN 978-4-7783-1664-8
- 『オジサンはなぜカン違いするのか』廣済堂新書 90、2019年6月。ISBN 978-4-331-52236-3
- 『精神科医・香山リカが教える！：セラピストのためのやさしい精神医学』BABジャパン、2020年9月。ISBN 978-4-8142-0329-1

#### 2021年 -
- 『精神科医・香山リカのわかりみが深いココロの話：ラク〜に生きたいアナタへの人生相談』白夜書房、2021年9月。ISBN 978-4-86494-347-5
- 『なぜ眞子さまのご結婚はバッシングされたのか：皇室女子と「個人の意思」』秀和システム、2021年11月。ISBN 978-4-7980-6636-3
- 『もっと、自分をいたわっていい』新日本出版社、2021年12月。ISBN 978-4-406-06553-5
- 『デジタル依存症の罠：ネット社会にどう対応するか』さくら舎、2022年5月。ISBN 978-4-86581-341-8
- 『老いてもいい、病んでもいい：「常識」を捨てたらラクになる』新日本出版社、2023年5月。ISBN 978-4-406-06752-2
- 『逃げたっていいじゃない』エクスナレッジ、2023年7月。ISBN 978-4-7678-3159-6
- 『61歳で大学教授やめて、北海道で「へき地のお医者さん」はじめました』集英社クリエイティブ、2024年2月。ISBN 978-4-420-31103-8
- 『精神科医はへき地医療で“使いもの”になるのか？：私の転職奮闘記』星和書店、2024年7月。ISBN 978-4-7911-1139-8
- 『マッチングアプリ依存症』内外出版社、2024年12月。ISBN 978-4-86257-710-8

### 共著
- 『コミックメディア：柔らかい情報装置としてのマンガ』NTT出版〈Books in form〉、1992年12月。ISBN 4-87188-187-3。 - 共著者：布施英利・石田佐恵子・赤木かん子・柏木博・四方田犬彦・高山宏・松岡正剛・金子郁容。
- 『香山リカのきょうの不健康』河出書房新社、1996年6月24日。 - 共著者：鈴木慶一・大槻ケンヂ・高橋幸宏。 / 河出文庫、2000年7月7日。ISBN 4-309-40610-6。
- （正本ノン）『香山リカ・正本ノンのおしゃべりな放課後：いい子でなくてもダイジョーブ！』ポプラ社〈自分探しの旅シリーズ 9〉、1997年8月。ISBN 4-591-05456-X。
- （大澤真幸・町澤静夫）『心はどこへ行こうとしているか：クロス・トーク！社会学 vs 精神医学』マガジンハウス、1998年10月。ISBN 4-8387-0971-4。
- （西田幾多郎）『善の研究：実在と自己』哲学書房〈能動知性 ＝ intellectus actu 5〉、2000年7月。ISBN 4-88679-255-3。 / 再刊、哲学書房〈哲学選書 ＝ Collection νουσ 2〉、2005年7月。ISBN 4-88679-211-1。
- （宮台真司）『〈対談集〉少年たちはなぜ人を殺すのか：気鋭の社会学者と精神科医が相次ぐ少年事件の深層に迫る！』創出版、2001年1月。ISBN 4-924718-41-6。
  - （改題）『少年たちはなぜ人を殺すのか』筑摩書房〈ちくま文庫 み18-5〉、2009年7月。ISBN 978-4-480-42624-6。
- （バンダイキャラクター研究所）『87％の日本人がキャラクターを好きな理由：なぜ現代人はキャラクターなしで生きられないのだろう？』学習研究社、2001年10月。ISBN 4-05-401535-2。
- 『本当はこわいフツウの人たち』（杉本まりこ画）、朝日新聞社、2001年12月。ISBN 4-02-257693-6。
- （福田和也）『「愛国」問答：これは「ぷちナショナリズム」なのか』中央公論新社〈中公新書ラクレ 87〉、2003年5月。ISBN 4-12-150087-3。
- （森健）『ネット王子とケータイ姫：悲劇を防ぐための知恵』中公新書ラクレ 155、2004年11月。ISBN 4-12-150155-1。
- 神戸芸術工科大学 編『ビジュアル・ダイアローグ』建築・都市ワークショップ〈神戸芸術工科大学公開講座〉、2005年4月。ISBN 4-906544-13-4。 - 共著者：今村文彦・森下明彦・かわいひろゆきほか。
- 『憲法を変えて戦争へ行こうという世の中にしないための18人の発言』岩波書店〈岩波ブックレット 657〉、2005年8月。ISBN 4-00-009357-6。 - 共著者：井筒和幸・黒柳徹子・辛酸なめ子・吉永小百合ほか。
- （大塚英志）編『香山リカと大塚英志が子供たちが書いた憲法前文を読んで考えたことと憲法について考えてほしいこと』角川書店、2005年12月。ISBN 4-04-883921-7。
- （斎藤貴男）『みんなで一緒に「貧しく」なろう：斎藤貴男対談集』かもがわ出版〈かもがわCブックス 6〉、2006年5月。ISBN 978-4-7803-0034-5。 - 対談者：野田正彰・宮崎哲弥・山田昌弘・渡辺えり子ほか。
- （貫成人・芹沢俊介ほか）『はんらんする身体』専修大学出版局、2006年7月。ISBN 4-88125-178-3。
- （佐高信）『チルドレンな日本』七つ森書館、2006年7月。ISBN 4-8228-0622-7。
- リクナビNEXT編集部 編『叱ってちょーだい』ベストセラーズ、2006年11月。ISBN 4-584-18974-9。
- （岡崎伸郎）『精神科医の本音トークがきける本：うつ病の拡散から司法精神医学の課題まで』批評社〈サイコ・クリティーク ＝ Psycho critique 1〉、2007年4月。
  - 増補改訂版（改題）『精神科医の本音トークがきける本：うつ病の拡散、司法精神医学の課題から震災下のこころのケアまで』批評社〈サイコ・クリティーク 1〉、2012年3月。ISBN 978-4-8265-0557-4。
- 落合恵子・佐高信 編『君、殺したまうことなかれ』七つ森書館〈憲法行脚の思想 2〉、2007年8月。ISBN 978-4-8228-0748-1。　※「第三章：安倍晋三とナショナリズム」（姜尚中・香山リカ・白川勝彦・佐高信）
- （菊池誠）『信じぬ者は救われる』かもがわ出版、2008年3月。ISBN 978-4-7803-0155-7。
- （辛淑玉）『いじめるな！：弱い者いじめ社会ニッポン』角川書店（発行）・角川グループパブリッシング（発売）〈角川oneテーマ21 A-80〉、2008年3月。ISBN 978-4-04-710135-7。
- 筑摩書房編集部 編『女が読む太宰治』筑摩書房〈ちくまプリマー新書 109〉、2009年5月。ISBN 978-4-480-68812-5。 - 共著者：雨宮処凛・井上荒野・太田治子・佐藤江梨子・辛酸なめ子・平安寿子・高田里惠子・津村記久子・中沢けい・西加奈子・山崎ナオコーラ。
- （五木寛之）『鬱の力』幻冬舎〈幻冬舎新書〉、2008年6月。ISBN 978-4-344-98087-7。
- （中島義道）『生きてるだけでなぜ悪い？：哲学者と精神科医がすすめる幸せの処方箋』ビジネス社、2008年6月。 / 講談社〈講談社+α文庫〉、2012年3月。ISBN 978-4-06-281467-6。
- （山口二郎編著）『政治を語る言葉：札幌時計台レッスン』七つ森書館、2008年7月。ISBN 978-4-8228-0869-3。 - 共著者：中島岳志・辛淑玉・佐藤優。
- （田中秀範ほか）『ゲームオーバー宣言：アメリカ式グローバリズムの終焉とウェブ社会の未来』ランダムハウス講談社、2008年7月。ISBN 978-4-270-00384-8。 - 共著者：浜野保樹・石黒不二代・高島肇久・宮廻正明ほか。
- （雨宮処凛）『〈対論〉生き抜くこと』七つ森書館、2008年10月。ISBN 978-4-8228-0877-8。
- （中塚圭骸）『霊感ってなに？：香山リカのスピリチュアルを考えよう！（第1巻）』汐文社、2008年11月。ISBN 978-4-8113-8525-9。
- （中塚圭骸）『占い・カルト宗教ってなに？：香山リカのスピリチュアルを考えよう！（第2巻）』汐文社、2009年3月。ISBN 978-4-8113-8526-6。
- （中塚圭骸）『ニセ科学ってなに？：香山リカのスピリチュアルを考えよう！（第3巻）』 3巻、汐文社、2009年3月。ISBN 978-4-8113-8527-3。
- （益田ミリ絵）『こころ』大月書店〈考える絵本 1〉、2009年6月。ISBN 978-4-272-40661-6。
- （森暢平ほか）『雅子さま論争』洋泉社〈新書y 226〉、2009年11月。ISBN 978-4-86248-410-9。 - 共著者：白河桃子・水無田気流・小田嶋隆・湯山玲子・信田さよ子。
- （「学生キャリア新聞」編集部編）『夢を実現する技術：「なりたい自分」になる5つのステップ』講談社、2009年12月。ISBN 978-4-06-215946-3。

- 著者：秋元康・羽生善治・東国原英夫・葉加瀬太郎・テリー伊藤・渡邉美樹・武藤敬司・小池百合子・藤沢久美・石田純一 ほか。※『学生キャリア新聞』（元『学生新聞』）のリニューアル創刊以降に掲載されたインタビュー原稿を再構成したもの。
- （勝間和代）『勝間さん、努力で幸せになれますか』朝日新聞出版、2010年1月。ISBN 978-4-02-330482-6。
- 勝間和代Ｘ香山リカ　公開ガチンコ90分『週刊AERA』2010年3月15日号　ツイッター「恋愛とマネー」
- （茂木健一郎ほか）『すぐに実行できるのに誰も教えてくれなかった 考える力をつくるノート』講談社〈KEIO MCC Intelligence Series〉、2010年6月。ISBN 978-4-06-216296-8。 - 共著者：箭内道彦・細谷功・内田和成・築山節・丹羽宇一郎・藤巻幸夫・小山龍介。
- （上野千鶴子・嶋根克己）『「生きづらさ」の時代：香山リカ×上野千鶴子＋専大生』専修大学出版局〈SI libretto 004〉、2010年11月。ISBN 978-4-88125-249-9。
- （アルボムッレ・スマナサーラ）『生きる勉強：軽くして生きるため、上座仏教長老と精神科医が語り合う』サンガ〈サンガ新書 044〉、2010年12月。ISBN 978-4-904507-69-8。
- （江川紹子）『きびしい時代を生きぬく力』岩波書店〈岩波ブックレット 803〉、2011年2月。ISBN 978-4-00-270803-4。
- （対本宗訓）『いのち問答：最後の頼みは医療か、宗教か？』〈角川oneテーマ21 A-134〉2011年3月。ISBN 978-4-04-710278-1。
- 『「うつです」というその前に』（鳥居志帆：漫画）、PHP研究所、2011年4月。ISBN 978-4-569-79605-5。
- （橘木俊詔）『ほどほどに豊かな社会』ナカニシヤ出版、2011年11月。ISBN 978-4-7795-0600-0。
- （内田樹・山口二郎・薬師院仁志）『橋下主義（ハシズム）を許すな！：独裁者の野望と矛盾を衝く！』ビジネス社、2011年11月。ISBN 978-4-8284-1651-9。
- 『「こころが病んでる？」って思ったら：1時間でわかる！「うつ病」の対策と対応』（鳥居志帆：漫画）、PHP研究所、2012年8月。ISBN 978-4-569-80735-5。
- （桜井章一）『どうしたら桜井さんのように「素」で生きられますか』講談社〈講談社+α新書 437-4A〉、2012年11月。ISBN 978-4-06-272782-2。
- （島田裕巳）『嫉妬深い人ほど成功する』宝島社、2012年12月。ISBN 978-4-8002-0064-8。
- （柳田邦男）『シンプルに生きる。：生きづらい時代を生きなおす方法』清流出版、2012年12月。ISBN 978-4-86029-389-5。
- （保阪正康・姜尚中）『「愛国」のゆくえ：「戦後」の無意識とトラウマ』講談社〈《道新フォーラム》現代への視点～歴史から学び、伝えるもの〉、2013年6月。ISBN 978-4-06-218377-2。
- （津田大介・安田浩一ほか）『安倍政権のネット戦略』創出版〈創出版新書〉、2013年7月。ISBN 978-4-904795-25-5。 - 寄稿者：鈴木邦男・中川淳一・下村健一・マエキタミヤコ・高野孟・篠田博之ほか。
- 週刊現代編集部 編『本当は怖い高齢出産：妊婦の4人に1人が35歳以上の時代』講談社、2013年12月。ISBN 978-4-06-218822-7。

- 著者：東尾理子・ジャガー横田・野田聖子・太田光代・乙武洋匡・ダイアモンド☆ユカイ・山折哲雄 ほか。※『週刊現代』（2012年6月23日号他）に掲載した特集記事から抜粋・再構成。
- のりこえねっと 編『ヘイトスピーチってなに？ レイシズムってどんなこと？』七つ森書館、2014年4月。ISBN 978-4-8228-1400-7。

- 著者：石井ポンペ・宇都宮健児・河野義行・佐高信・鈴木邦男・田中宏・田中優子・知花昌一・西田一美・村山富市・和田春樹・松岡徹・若森資朗・上野千鶴子・辛淑玉・北原みのり・前田朗・中沢けい。
- （小鷹昌明）『ドクター小鷹、どうして南相馬に行ったんですか？』七つ森書館、2015年4月。ISBN　978-4-8228-1531-8
- （小林よしのり）『〈対決対談！〉「アイヌ論争」とヘイトスピーチ』創出版、2015年6月。ISBN　978-4-904795-37-8
- （加藤直樹・小林健治ほか）『〈香山リカ対談集〉ヒューマンライツ：人権をめぐる旅へ』ころから、2015年12月。ISBN　978-4-907239-16-9
- （中島義道・永井均・入不二基義）『明るい哲学の練習 最後に支えてくれるものへ：香山リカと哲学者たち』ぷねうま舎、2017年3月。ISBN　978-4-906791-67-5
- （北原みのり）『フェミニストとオタクはなぜ相性が悪いのか：「性の商品化」と「表現の自由」を再考する』イースト・プレス、2017年11月。ISBN　978-4-7816-1612-4
- （永田浩三編著）『フェイクと憎悪：歪むメディアと民主主義』大月書店、2018年6月。ISBN 978-4272330942。　※寄稿者：斉加尚代・西岡研介・川端幹人・立岩陽一郎・望月衣塑子ほか。
- （広渡清吾・益川敏英）『学問の自由と研究者のモラル：「軍学共同」問題から考える』本の泉社、2019年1月。ISBN　978-4-7807-1918-5
- （佐藤優）『不条理を生きるチカラ：コロナ禍が気づかせた幻想の社会』ビジネス社、2020年6月。ISBN　978-4-8284-1976-3
- （石橋学）『ヘイトスピーチ 攻防の現場』社会評論社〈日韓記者・市民セミナーブックレット 2〉、2020年11月。ISBN 978-4784511471。
- （池田清彦・和田秀樹・室井佑月ほか）『親ガチャという病』宝島社〈宝島社新書 636〉、2022年3月。ISBN　978-4-299-02760-3
- （吉田豪ほか）『アントニオ猪木とは何だったのか』集英社〈集英社新書 1180〉、2023年9月。ISBN 978-4-08-721280-8。 - 共著者：入不二基義・水道橋博士・ターザン山本・松原隆一郎・夢枕獏。
- （小野龍光）『捨てる生き方』集英社新書 1246、2025年1月。ISBN　978-4-08-721346-1

### 編著
- チャールズ・M・シュルツ 作『悩んだときに元気が出るスヌーピー』谷川俊太郎 訳、香山リカ 選、祥伝社〈祥伝社新書 182〉、2009年10月26日。ISBN 978-4-396-11182-3。 - 並列シリーズ名：Shodensha shinsho。

### 監修
- 『心に響く愛のフレーズ.』香山リカ 監修、三笠書房、1994年11月。ISBN 4-8379-1574-4。
- C・インランダー、C・モラーン『ぐっすり眠りたい人の快眠本』香山リカ 監修、紺野マレミ 訳、アスキー、1997年7月。ISBN 4-89366-737-8。 - 原タイトル：67 ways to good sleep。
- 『天使のキモチ悪魔のココロ こんなときどうする？』香山リカ 監修、フレーベル館、2000年7月。ISBN 4-577-02114-5。
- 『夢・挑戦・達成 未来を拓いた10代たち』香山リカ 監修、廣済堂出版、2003年3月7日。ISBN 4-331-50954-0。
- 『親を見送るときに役立つお金と心の本』天野隆・香山リカ 監修、主婦の友社、2012年11月29日。ISBN 978-4-07-285735-9。
- 『これっていじめ？』タナカヒロシ 作、山崎猛 絵、香山リカ 監修、ベースボール・マガジン社〈香山リカ監修・こころの教育4大テーマ 1〉、2013年11月18日。ISBN 978-4-583-10646-5。
- 『スーパーくるまいす』タナカヒロシ 作、荒賀賢二 絵、香山リカ 監修、ベースボール・マガジン社〈香山リカ監修・こころの教育4大テーマ 2〉、2013年12月7日。ISBN 978-4-583-10647-2。
- 『「障がい者」なんて、ひどくない？』タナカヒロシ 作、山中桃子 絵、香山リカ 監修、ベースボール・マガジン社〈香山リカ監修・こころの教育4大テーマ 3〉、2014年1月18日。ISBN 978-4-583-10648-9。
- 『ハムタと命の木』タナカヒロシ 作、山本祐司 絵、香山リカ 監修、ベースボール・マガジン社〈香山リカ監修・こころの教育4大テーマ 4〉、2014年2月8日。ISBN 978-4-583-10649-6。

### 翻訳
- 香山理香 (2007-2). 青少年的想法與未來. J生活力. 陳昭蓉 譯. 台灣商務印書館. ISBN 9789570521351 - 原タイトル：『10代のうちに考えておくこと』。

### 解説
- なだいなだ『心の底をのぞいたら』香山リカ 解説、筑摩書房〈ちくま文庫〉、1992年1月22日。ISBN 978-4-480-02595-1。
- 水木しげる『妖怪ワンダーランド 7 まぼろし旅行記 ─妖怪ワンダーランド 7』香山リカ 解説、筑摩書房〈ちくま文庫 み-4-33〉、1995年7月24日。ISBN 4-480-03067-0。
- スーザン・スクワイアー『夫婦の絆が試される時』井原美紀・篠田ユール洋子 訳、香山リカ 解説、講談社、1996年2月20日。ISBN 978-4-06-264014-5。
- いとうせいこう『解体屋外伝』香山リカ 解説、講談社〈講談社文庫〉、1996年7月13日。ISBN 978-4-06-263300-0。
- トニー・ストロング『美しき囮』橋本夕子 訳、香山リカ 解説、角川書店、2004年1月24日。ISBN 4-04-293001-8。
- 横田賢一「顕信さがしの旅」『生きいそぎの俳人 住宅顕信 25歳の終止符』七つ森書館、2007年1月。ISBN 978-4-8228-0636-1。
- 北原武夫『告白的女性論』坂上弘 解題、香山リカ 解説、筑摩書房、2009年10月7日。ISBN 978-4-480-42648-2。

### ラジオ
- 香山リカのココロの美容液(NHKラジオ第1放送、毎週金曜日午後9:30-9:55、2012年-2018年)[85]

## 家族
夫は、スポーツライターの斎藤文彦 （事実婚関係）。
弟は、ミュージシャンで歯科医の中塚圭骸。